# The Sickness
The Sickness је деби студијски албум америчког хеви метал бенда Disturbed. Албум је објављен 7. март 2000. Албум је достигао број 29 на Билборд 200 листи и био је укупно 103 недеље на тој листи, до јуна 2010. То је, до сада, Disturbedов једини албум који није био број један на Билборд 200. The Sickness је сертификован са 4к Платинум од АУДК, са продатих око 4.248.000 примерака само у САД од 2011, што је најуспешнији албум бенда. То је један три Disturbedових албума са Parental Advisory етикету због тога што садржи велику количину псовки.

## Листа песама
1. – 3:11
2. – 3:47
3. – 4:34
4. – 4:38
5. – 3:23
6. – 3:46
7. – 3:44
8. – 3:52
9. – 4:35
10. – 4:17 (Tears for Fears Cover)
11. – 3:49
12. – 4:02

- Све композиције компоновали су Дан Донеган, Стив „Фаз“ Кмак, Дејвид Дрејман и Мајк Венгрен, осим где је другачије назначено.